# Liste der Bischöfe von Sarno
Die folgenden Personen waren Bischöfe von Sarno (Italien):
- Riso (1066)
- Johannes I. (1111–1118)
- Johannes II. (1119–1134)
- Peter (1134–1156)
- Johannes III. (1156–1180)
- Unfrido (1180–1202)
- Tibaldo (1201–1208)
- Ruggiero I. (1209–1216)
- Johannes IV. (1216–1224)
- Johannes V. (1224–1258)
- Angelo D’Aquino (1258–1265)
- Johannes VI. (1265–1296)
- Guglielmo (1296–1309)
- Ruggiero II. De Canalibus (1310–1316)
- Ruggiero III. (1316)
- Ruggiero De Miramonte (1316–1324)
- Antonio da Ancona (1324–1326)
- Napoleon I. (1326–1330)
- Nicola (1330–1333)
- Francesco (1333–1340)
- Napoleon II. (1340–1370)
- Teobaldo (1350–1370)
- Giovanni VII. (1372–1404)
- Giovanni VIII. (1404–1407)
- Francesco Mormile (1407)
- Giovanni IX. (1408–1414)
- Francesco Anconitano (1414–1419)
- Marco da Sarno (1419–1439)
- Andrea da Nola (1439–1454)
- Ludovico Kardinal Dell’Aquila (1454–1470)
- Antonio D. Dei Pazzi (1475–1478)
- Giovanni X. (1478–1481)
- Andrea De Ruggiero (1481–1482)
- Andrea Dei Pazzi (1482–1498)
- Agostino Tuttavilla (1499–1501)
- Giorgio Maccafano de’ Pireto (1501–1516)
- Francesco Kardinal Remolins (1516–1517) (Administrator)
- Ludovico Platamone (1517–1518)
- Silvio Kardinal Passerino (1518–1519) (Administrator)
- Guglielmo Beltrando (1519–1524)
- Andrea Matteo Kardinal Palmieri (1527–1530) (Administrator)
- Pompeo Kardinal Colonna (1531–1532) (Administrator)
- Ludovico Gomez (1534–1540)
- Francesco Kardinal Sorrentino (1540–1543)
- Francesco Sfrodato oder Sfrondati (1543–1544)
- Mario Ruffino (1547–1548)
- Donato Martuccio (1548–1569)
- Guglielmo Tuttavilla (1548–1569)
- Vincenzo Ercolano (1569–1573)
- Vincenzo De Siena (1573–1578)
- Paolo Fusco (1578–1583)
- Girolamo Matteuccio (1583–1594)
- Antonio D’Aquino (1595–1618)
- Stefano Sole De Castelblanco (1618–1657)
- Antonio De Matteis (1659–1665)
- Sisto M. Pironti (1666–1673)
- Nicola Antonio De Tura (1673–1706)
- Marcantonio Attaffi (1706–1718)
- Diego oder Didaco Di Pace (1718–1737)
- Francesco De Novellis (1738–1760)
- Giansaverio De Pirellis (1760–1792)
- Lorenzo Potenza (1792–1807)
- Silvestro Granito (1818–1832)
- Tommaso Bellacosa (1834–1855)
- Salvatore Fertitta (1856–1873)
- Giuseppe Carrano (1874–1889)
- Giuseppe Izzo (1890–1914)
- Luigi Lavitrano (1914–1924)
- Pasquale Dell’Isola (1928–1938)
- Francesco Marchesani (1939–1948)
- Gennaro Fenizia (1949–1952)
- Alfredo Vozzi (1953–1970)
- Jolando Nuzzi (1972–1986) (zugleich Bischof von Nocera Inferiore)
- Ferdinando Palatucci (1982–1986) (zugleich Erzbischof von Amalfi-Cava de’ Tirreni)
- Fortsetzung unter Liste der Bischöfe von Nocera Inferiore